# Pak Song-chol
Pak Song-chol, född 2 september 1913 i Gyeongju, Norra Gyeongsang, död 28 oktober 2008, var Nordkoreas regeringschef från 1976 till 1977. Han var även landets utrikesminister 1959 till 1970.

## Utmärkelser
- Hjälte av Nordkorea
- Order of Freedom and Independence, 1st class[1]
- Första graden av Nordkoreas nationalflaggorden[1]
- Kim Il-sung-orden
- Storofficer av Vita lejonets orden[2]

[Redigera Wikidata]